# Nops branicki
Espèce
Synonymes
- Diops branicki Taczanowski, 1874

Nops branicki est une espèce d'araignées aranéomorphes de la famille des Caponiidae.

## Distribution
Cette espèce est endémique de Guyane.

## Description
La femelle holotype mesure 4,4 mm.

## Publication originale
- Taczanowski, 1874 : Les aranéides de la Guyane française. Horae Societatis entomologicae Rossicae, vol. 10, p. 56-115 (texte intégral).